# Línea N603 (Interurbanos Madrid)
La línea N603 de la red de autobuses interurbanos de Madrid une el intercambiador de Moncloa con Collado Villalba y Moralzarzal.

## Características
Esta línea nocturna une de forma rápida la capital con Collado Villalba y Moralzarzal, en un trayecto de 60 minutos aproximadamente. Algunas expediciones prolongan su recorrido los fines de semana hasta Cerceda.
Hace el mismo recorrido que la diurna 671, mientras que la ampliación a Cerceda es un calco de la 672A.
La línea mantiene los mismos horarios todo el año (exceptuando las vísperas de festivo y festivos de Navidad).
Está operada por la empresa Francisco Larrea mediante la concesión administrativa VCM-606 - Madrid – Moralzarzal – El Boalo (Viajeros Comunidad de Madrid) del Consorcio Regional de Transportes de Madrid.

## Horarios
| Noches de domingo a jueves y festivos | Noches de domingo a jueves y festivos | Noches de viernes, sábados y vísperas de festivo | Noches de viernes, sábados y vísperas de festivo |
| Madrid > Moralzarzal                  | Moralzarzal > Madrid                  | Madrid > Moralzarzal                             | Moralzarzal > Madrid                             |
| 00:50                                 | 23:30                                 | 00:30                                            | 23:30                                            |
| 02:50                                 | 02:00                                 | 00:50                                            | 02:00                                            |
| 05:00                                 | 04:00                                 | 02:50                                            | 04:00                                            |
|                                       |                                       | 05:00                                            |                                                  |

## Recorrido y paradas

### Sentido Moralzarzal
| Código                                                                    | Parada                               | Común con | Conexión con Metro | Municipio        | Zona |
| ------------------------------------------------------------------------- | ------------------------------------ | --------- | ------------------ | ---------------- | ---- |
| 740                                                                       | Moncloa (C/ Princesa)                | N908      | Moncloa            | Madrid           |      |
| 06516                                                                     | Av. Juan Carlos I - Zoco             | N602      |                    | Collado Villalba |      |
| 06523                                                                     | Ctra. Moralzarzal - Piedrahíta       |           |                    | Collado Villalba |      |
| 06370                                                                     | Ctra. Moralzarzal - El Roble         |           |                    | Collado Villalba |      |
| 06524                                                                     | Libertad - Villa Carlota             |           |                    | Collado Villalba |      |
| 12560                                                                     | Dr. José Mª Poveda - El Raso         |           |                    | Collado Villalba |      |
| 06373                                                                     | Dr. José Mª Poveda - Urb. La Cerca   |           |                    | Collado Villalba |      |
| 19346                                                                     | Prado Manzano - Urb. Peñanevada I    |           |                    | Collado Villalba |      |
| 09310                                                                     | Ctra. M-608 - Los Linarejos          |           |                    | Collado Villalba |      |
| 10234                                                                     | Ctra. M-608 - Los Chopos             |           |                    | Moralzarzal      |      |
| 10235                                                                     | Ctra. M-608 - Redondillo             |           |                    | Moralzarzal      |      |
| 12512                                                                     | Estación de Autobuses de Moralzarzal |           |                    | Moralzarzal      |      |
| Las expediciones que continúan a Cerceda realizan las siguientes paradas: |                                      |           |                    |                  |      |
| 17311                                                                     | Ctra. M-608 - Polideportivo          |           |                    | Moralzarzal      |      |
| 18965                                                                     | Cerceda - Pajar Maderero             |           |                    | El Boalo         |      |
| 15554                                                                     | Cerceda - El Soto                    |           |                    | El Boalo         |      |

### Sentido Madrid
| Código                                                                    | Parada                                   | Común con | Conexión con Metro | Municipio        | Zona |
| ------------------------------------------------------------------------- | ---------------------------------------- | --------- | ------------------ | ---------------- | ---- |
| Las expediciones que proceden de Cerceda realizan las siguientes paradas: |                                          |           |                    |                  |      |
| 18965                                                                     | Cerceda - Pajar Maderero                 |           |                    | El Boalo         |      |
| 15554                                                                     | Cerceda - El Soto                        |           |                    | El Boalo         |      |
| 17312                                                                     | Ctra. M-608 - Polideportivo              |           |                    | Moralzarzal      |      |
| Itinerario común                                                          |                                          |           |                    |                  |      |
| 12512                                                                     | Estación de Autobuses de Moralzarzal     |           |                    | Moralzarzal      |      |
| 09308                                                                     | Ctra. M-608 - Redondillo                 |           |                    | Moralzarzal      |      |
| 09309                                                                     | Ctra. M-608 - Los Chopos                 |           |                    | Moralzarzal      |      |
| 10230                                                                     | Ctra. M-608 - Los Linarejos              |           |                    | Collado Villalba |      |
| 19345                                                                     | Prado Manzano - Urb. Peñanevada II       |           |                    | Collado Villalba |      |
| 06398                                                                     | Doctor José María Poveda - Urb. La Cerca |           |                    | Collado Villalba |      |
| 06372                                                                     | Doctor José María Poveda - El Raso       |           |                    | Collado Villalba |      |
| 06371                                                                     | Libertad - Villa Carlota                 |           |                    | Collado Villalba |      |
| 06371                                                                     | Ctra. Moralzarzal - El Roble             |           |                    | Collado Villalba |      |
| 19433                                                                     | Av. Juan Carlos I - Zoco                 |           |                    | Collado Villalba |      |
| 740                                                                       | Moncloa (C/ Princesa)                    | N908      | Moncloa            | Madrid           |      |